# Клеве (Дитмаршен)
Клеве (нем. Kleve) — община в Германии, в земле Шлезвиг-Гольштейн.
Входит в состав района Дитмаршен. Подчиняется управлению КЛьГ Хеннштедт. Население составляет 419 человек (на 31 декабря 2010 года). Занимает площадь 12,75 км².
Коммуна подразделяется на 4 сельских округа.